# 巴拉哈斯區
巴拉哈斯（西班牙語：Barajas）是西班牙首都馬德里下轄的21個區之一。巴拉哈斯區下轄有5個分区。阿道弗·苏亚雷斯马德里-巴拉哈斯机场位於巴拉哈斯區。
 维基共享资源上的相關多媒體資源：Barajas
40°28′13″N 3°35′06″W / 40.47028°N 3.58500°W